# Igreja Reformada da Suazilândia
A Igreja Reformada da Suazilândia (IRS) - em inglês Swaziland Reformed Church - é uma denominação cristã reformada fundada em 1944, em Essuatíni, por missionários da Igreja Reformada Holandesa na África (NGKA).

## História
A primeira congregação da Igreja Reformada Holandesa na África (NGKA) foi formada em 1922 em Goedgegun, a atual Nhlangano.
Em 1944, uma segunda congregação foi formada em Bremersdorp, hoje Manzini.
Embora houvesse boas relações entre os membros da igreja e os suazis, a denominação mostrou pouco interesse em ministrar às necessidades espirituais da população local.
Em 1944 foi formada a Missão Suazilândia (Swaziland Sending) e o primeiro evangelista, Efraim Khumalo foi ordenado em Dwaleni.
Em 1945 o primeiro missionário, Rev. Frikkie Malan, foi enviado para a Suazilândia. Malan e Khumalo viajaram pelo país por vários meses. Malan levou suprimentos médicos para tratar os doentes. Isso abriu o caminho para eles evangelizarem em por todo o país e vários suazis se converteram.
Em 1978 foi tomada a decisão de formar três congregações na Suazilândia, nomeadamente Manzini, Ningizimu e Hhohho. Alguns anos depois, uma quarta congregação foi formada em Lubombo.
No início, as igrejas na Suazilândia fizeram parte do sínodo regional do Norte Transvaal da Igreja Reformada Holandesa na África (NGKA). Em 1987 foi decidido que a Igreja da Suazilândia teria seu próprio sínodo regional, e isso aconteceu em 1989.
Dois anos depois, durante uma reunião do Sínodo Geral da Igreja Reformada Holandesa na África (NGKA) em Pretória, os delegados da Suazilândia foram obrigados a deixar a reunião e para formar uma igreja autônoma na família das igrejas reformadas holandesas.
Isso levou à fundação da Igreja Reformada da Suazilândia em 1991.

## Doutrina
A denominação subscreve os Padrões da Unidade (Confissão Belga, Catecismo de Heidelberg e Cânones de Dort) como seus símbolos de fé. Além disso, reconhece o Credo Niceno-Constantinopolitano, Credo dos Apóstolos e Credo de Atanásio como exposições fiéis das doutrinas bíblicas.

## Relações Intereclesiásticas
A IRZ é membro da Comunhão Mundial das Igrejas Reformadas.